# Child of Light
Child of Light (укр. Дитя світла) — гра в жанрі платформер-RPG, розроблена канадською компанією Ubisoft Montreal. Видана на всіх ключових платформах свого часу: Microsoft Windows, PlayStation 3, PlayStation 4, Wii U, Xbox 360 і Xbox One у квітні 2014 року. Гра створювалася на ігровому рушії UbiArt Framework, який раніше був використаний при створенні відеоігор Rayman Origins та Rayman Legends.
Сюжет гри оповідає про юну принцесу Аврору, яка опинилася у світі Лемурія, де їй належить повернути Місяць, Сонце та Зірки, викрадені Королевою Ночі, і врятувати своє королівство в реальності.

## Ігровий процес

Аврора з союзником у бою

Гравець керує дівчинкою, принцесою Авророю, яка повинна знайти вихід з фантастичного світу, для чого їй слід вирішувати головоломки, збирати союзників, перемагати ворогів і розвивати свої здібності. Child of Light виконана в двовимірній графіці, стилізованій під акварельні малюнки. Тривимірними є лише сама Аврора та інші головні персонажі. Закадровий голос і діалоги подаються у віршованій формі.
Аврора може бігати, стрибати, пізніше літати, пересовувати блоки та запускати механізми головоломок, щоб відкрити шлях далі. З часом вона знаходить союзників, але всю партію персонажів символізує сама Аврора. Персонажі володіють запасом здоров'я і магічної енергії мани, що поповнюються зіллями, або збиранням вогників — «бажань». Постійним помічником Аврори є світлячок Ігнікулюс, яким гравець керує паралельно, або, в кооперативному режимі, керування ним віддається другому гравцеві. Під час подорожей Ігнікулюс освітлює темні місця, допомагає вирішувати головоломки, пов'язані з тінями і кольорами, збирає «бажання» та лікує союзників. Його світла є обмежена кількість, що повільно поповнюється після вичерпання. Місцями розміщені скрині, в яких знаходяться цінні предмети.
Коли група опиняється поблизу ворогів, починається бій. Персонажі гравця розташовуються ліворуч, вороги — праворуч. Позиції їх усіх закріплені, але учасники бою можуть символічно атакувати ворогів чи допомагати союзникам, навіть якщо знаходяться на віддалі одні від одних. Бійці діють почергово, своєю чергою учасник бою може атакувати, застосувати магію, випити зілля, бути замінений на іншого персонажа з команди, або втекти. Черга дій визначається позицією на лінії часу, котрою портрети союзників і ворогів постійно рухаються зліва направо через зону очікування в зону дій. Деякі атаки чи закляття можуть пришвидшити союзників або сповільнити ворогів на лінії часу. Досягнувши кінця лінії, боєць, перекидається на її початок. Ігнікулюс в бою здатний засліплювати ворогів, тим самими відсуваючи назад чергу їх дії.
У боях Аврора та її союзники заробляють досвід і коли його накопичується певна кількість, переходять на вищий рівень розвитку. З кожним рівнем зростають запас здоров'я, магії, сила та інші характеристики. Також персонаж отримує одне очко вмінь, за яке відкриває нову атаку, закляття, або ж додатково підвищує характеристики.
Аврора має інвентар, куди складає сюжетно важливі предмети, зілля та рідкісний зоряний пил, який при використанні значно і назавжди покращує якийсь параметр персонажа. Зброя може вдосконалюватися каменями, кожен вид яких збільшує параметри власника і дає додаткову атаку проти ворогів визначеної стихії: Вогню, Води, Землі, Блискавки й Темряви. Менші камені складаються в більші, котрі відповідно мають більшу чарівну силу. Поєднуючи камені кількох видів можливо створити нові, потужніші.

## Сюжет
Події Child of Light починаються в 1895 році в альтернативній Австрії. Австрійський герцог після смерті дружини залишився з дочкою Авророю. Згодом він одружився вдруге, але Аврору після цього вразила невідома хвороба — вона стала дедалі більше спати. Одного разу після пробудження дівчинка опиняється в казковій країні Лемурії. Однак, потрапила вона в нічний ліс, де йде дощ. Принцеса зустрічає світлячка на ім'я Ігнікулюс, з допомогою якого сподівається повернутися до батька, і підбирає меч, який дозволяє їй боронитися від злих істот, що населяють Лемурію. Світлячок приводить Аврору в покинутий храм до Лісової Феї, заточеної у вітражі. На Аврору нападають статуї-охоронці, після перемоги над якими фея звільняється та розповідає, що Королева Ночі Умбра викрала Сонце і Місяць Лемурії, через що тут постійно ідуть дощі.
Фея дає Аврорі Зірки, флейту і крила, щоб літати. Але Аврора бачить видіння батька, який сильно захворів, після того, як його дочка зникла, тому шукає спосіб повернутися до нього. На шляху їй зустрічаються клоунеса Рубелла та її брат Трістіс, що відстали від мандрівного цирку і стають бійцями в команді. Зібравши камінного Голема, розбитого Умброю, Аврора отримує ще одного союзника. Вони натрапляють на село, жителі якого, гноми, стали воронами через зачакловану воду. Єдиний, хто лишився гномом, виявляється молодий Фінн, який просить звільнити його народ від чар. Подолавши чудовисько, винне в біді гномів, Аврора вирушає далі, але виходу з Лемурії ніде немає. До команди приєднується і миша-лучник Роберт, котрий безуспішно добивається серця своєї коханої Маргарет.
Дорогою принцеса зустрічає свою зведену сестру Нору, яка говорить, що потрапила в Лемурію, пройшовши в дзеркало в старій вежі, інший бік якого знаходиться неподалік в замку. Сестри квапляться в покинутий замок, Аврора прощається з друзями і входить в дзеркало, яке переносить її у фортецю, де вже чекає Умбра, котра і є новою дружиною герцога Австрії. З'ясовується, що Нора спеціально привела Аврору до неї, аби знищити її і тільки Умбра та її дочки стали спадкоємницями престолу.
Та вбити Аврору не вдається завдяки батьківській короні і принцесу садять у клітку. В ув'язненні Аврорі приходить видіння, де вона разом з матір'ю грає під великим деревом. Дівчинка тікає ловити світлячків, але, коли повертається, її мати помирає. Перед смертю мати просить богів Лемурії відродити Аврору в разі її смерті.
Аврору звільняє охоронець Енгус і вона продовжує шлях з ним. Енгус зустрічає побратимів зі свого народу, але ті проганяють його як зрадинка. Після блукань темницями, Аврора разом з новим напарником знаходить всіх свої друзів, ув'язнених Умброю, і, звільнивши їх, вирушає побороти Королеву Ночі. Проходячи через покинуте рибальське селище, вона бере в команду амфібію Джен. Аврора перемагає двох інших дочок Умбри: Корделію, забравши Місяць, і Нокс. Розлючена Умбра показує Аврорі зовсім виснаженого хворобою батька, пропонуючи повернути її, якщо Аврора віддасть Місяць і Зірки. Аврора відмовляється і Герцог вмирає. З його смертю зникає і його подарунок — золота корона Аврори. Умбра користується моментом і вражає Аврору блискавками, але та встигає забрати Сонце і пірнає у воду.
За якийсь час її знаходить Ігнікулюс і переносить до вівтаря, де Аврора вперше опинилася в Лемурії. Там Лісова Фея, яка виявляється матір'ю Аврори і Королевою Світла, граючи на флейті, скликає всіх, кому Аврора допомогла за час своєї подорожі. За допомогою їхньої сили, а також Сонця, Місяця і Зірок, вона воскрешає Аврору. Тим часом в Австрії тривають дощі, які затоплюють всі землі довкола.
Енгус зустрічає свого капітана, який прощає його служіння Умбрі і приймає назад; Фінн — діда Аво, який визнає, що Фінн нарешті став чоловіком; Роберт — Маргарет, котра нарешті звертає на нього увагу і погоджується на побачення.
Аврора вирушає до Палацу Лемурії, де перемагає Умбру в подобі дракона, після чого повертається до Австрії і виводить усіх людей через портал в дзеркалі на вершині палацової вежі в Лемурію. Через кілька хвилин палац поглинає вода. Аврора ж стає новою королевою Лемурії.

## Розробка
Вперше гра була показана на виставці GDC 2013. За словами головного дизайнера Патріка Плаурда, візуальний стиль проєкту був натхненний працями Есітака Амано та студії Джіблі. Концепція гри схожа із проєктами Vagrant Story, Final Fantasy VIII та LIMBO.
Велика частина творчого колективу, що працював над проєктом, брала участь у створенні Far Cry 3; обидві гри мають аналогічні «гілки умінь».

## Оцінки й відгуки
| Агрегатор    | Оцінка                                                                               |
| ------------ | ------------------------------------------------------------------------------------ |
| GameRankings | (PS3) 90.00% (WIIU) 84.62 % (PS4) 83.48 % (XONE) 82.00 % (X360) 80.00 % (PC) 76.29 % |
| Metacritic   | (PS3) 89/100 (WIIU) 84/100 (XONE) 82/100 (PS4) 82/100 (PC) 77/100 (X360) 74/100      |

| Видання       | Оцінка |
| ------------- | ------ |
| Destructoid   | 8.5/10 |
| Game Informer | 8/10   |
| GameSpot      | 8/10   |
| GameZone      | 9.5/10 |
| Giant Bomb    | [ 22 ] |
| IGN           | 9.3/10 |

Child of Light зібрала досить високі оцінки та схвальні відгуки критиків і гравців. Згідно агрегатора Metacritic, гра зібрала для різних платформ оцінки від 74 до 89 балів зі 100. За даними Game Rankings, вони складають від 76 до 90 відсотків.
IGN гру було оцінено в 9,3 бала з 10. Особливих похвал удостоїлися візуальний стиль, бої та баланс головних персонажів. Схвальний відгук також отримало використання напарника-світлячка та продумані корисні закляття. Головним недоліком визначалася віршована подача тексту з вимушеними римами. Gamespot додатково виділявся музичний супровід і меланхолійна атмосфера.